# Arthur Scheller
Arthur Heinrich Scheller, auch Artur Scheller, (* 3. Mai 1876 in Proßnitz in Mähren; † 23. September 1929 in Innsbruck) war ein österreichischer Astronom.

## Leben
Arthur Scheller wurde 1876 als Sohn des Realschullehrers und späteren Direktors Franz Scheller in Proßnitz geboren. Er besuchte die Gymnasien in Troppau, Olmütz und zuletzt in Brünn, wo er 1893 maturierte. Anschließend studierte er an der Deutschen Universität Prag Mathematik, Physik und Astronomie und wurde 1899 mit der Dissertation Definitive Bahnbestimmung des Kometen 1845 II (de Vico) zum Dr. phil. promoviert. Bereits 1897 wurde er Assistent an der Prager Sternwarte, 1898 wissenschaftlicher Hilfsarbeiter an der Hamburger Sternwarte. Dort arbeitete er mit Richard Schorr an systematischen Himmelsbeobachtungen, insbesondere am Katalog der nördlichen Polarzone zwischen 80 und 81°. 
1902 wurde er Adjunkt an der Deutschen Universität Prag, wo er sich 1909 mit einer Arbeit über die Rotationsdauer der Sonne für Astrophysik habilitierte. Da sich die Beobachtungsbedingungen in Prag rapide verschlechtert hatten, führte Scheller in den Jahren 1912 und 1913 mehrmonatige photographische Beobachtungsreihen auf der Insel Lesina (Hvar) durch, um die Lichtverhältnisse des Mondes zu untersuchen. Während des Ersten Weltkriegs musste er an der Prager Sternwarte, die als  Feldwetterstation für den Luftverkehr diente, meteorologische Dienste leisten.
1918 wurde er als Nachfolger Adalbert Preys als außerordentlicher Professor und Leiter der Sternwarte an die Universität Innsbruck berufen. 1925 wurde er zum ordentlichen Professor ernannt. Seit 1920 war er durch ein schweres Augenleiden behindert und erblindete zuletzt völlig, so dass Beobachtungen und Lehre von seinem Assistenten Viktor Oberguggenberger übernommen werden mussten. 1929 ging er vorzeitig in Ruhestand und verstarb noch im selben Jahr. Oberguggenberger wurde zu seinem Nachfolger ernannt.
Arthur Scheller war verheiratet und hatte zwei Töchter.

## Auszeichnungen
Für seine Arbeit über den Kometen 1845 II erhielt Scheller 1902 den Lindemann-Preis der Astronomischen Gesellschaft, für seine Arbeit über die Helligkeit der Mondphasen 1912 den Rothschild-Preis der Wiener Akademie der Wissenschaften.

## Veröffentlichungen (Auswahl)
- Richard Schorr, Arthur Scheller: Zonenbeobachtungen der Sterne bis zur neunten Größe zwischen 79°50' und 81°10' nördlicher Declination 1855 am Meridiankreis der Hamburger Sternwarte. Mitteilungen der Hamburger Sternwarte in Bergedorf, Band 2 (1901), S. 1.III–1.156
- Richard Schorr, Arthur Scheller: Catalog von 344 Sternen zwischen 79°50' und 81°10' nördlicher Declination 1855 für das Aequinoctium 1900 nach Zonen-Beobachtungen am Repsold'schen Meridiankreise der Sternwarte zu Hamburg in den Jahren 1899 und 1900. Mitteilungen der Hamburger Sternwarte in Bergedorf, Band 2 (1901), S. 2.III–2.115
- Arthur Scheller: Untersuchung der Bahn des Cometen 1845 II. In: Astronomische Nachrichten, Band 157 (1902), S. 309–316
- Arthur Scheller: Über die Rotationszeit der Sonne. In: Denkschriften der Akademie der Wissenschaften in Wien, mathematisch-naturwissenschaftliche Klasse, Band 84 (1908)
- Arthur Scheller: Die Helligkeit der Mondphasen. In: Sitzungsberichte der Akademie der Wissenschaften in Wien, mathematisch-naturwissenschaftliche Klasse, Abt. 2a, Band 120 (1911), S. 889–921
- Arthur Scheller: Die Bestimmung der geographischen Länge der Sternwarte mit Hilfe funkentelegraphischer Zeitsignale der Großstation Nauen. In: Sitzungsberichte der Akademie der Wissenschaften in Wien, mathematisch-naturwissenschaftliche Klasse, Abt. 2a, Band 131 (1922)